# Calotes nigriplicatus
Calotes nigriplicatus là một loài thằn lằn trong họ Agamidae. Loài này được Hallermann mô tả khoa học đầu tiên năm 2000.